# Jay Stevens
Jay Karl Stevens (* 11. November 1953 in Springfield, Vermont; † 19. Februar 2025) war ein US-amerikanischer Dichter und Journalist mit einem besonderen Interesse an Bewusstseinszuständen. Den Angaben seiner Homepage zufolge lebte er in Vermont.

## Leben
Jay Stevens verfasste Storming Heaven: LSD and the American Dream (Den Himmel stürmen: LSD und der amerikanische Traum) und als Co-Autor Drumming at the Edge of Magic (Trommeln am Rande der Magie) zusammen mit dem Grateful-Dead-Schlagzeuger Mickey Hart und dem Musikethnologen Fredric Lieberman, das letztgenannte Autorenteam veröffentlichte auch Planet Drum: A Celebration of Percussion and Rhythm (etwa: Planet Trommel: Ein Fest des Schlagzeugs und des Rhythmus).
In seinem drogengeschichtlichen Werk Storming Heaven lieferte er die außergewöhnliche Geschichte, wie sich LSD von einem psychiatrischen Hilfsmittel zu einer Kraft entwickelte, die eine ganze Generation veränderte, von den ersten zaghaften Erkundungen von Aldous Huxley und Alan Watts bis hin zu Timothy Leary und dem „Summer of Love“ (Sommer der Liebe), d. h. dem Sommer des Jahres 1967 als Höhepunkt der Hippiebewegung in den USA.
Jay Stevens war der Gründer von Rap Lab, einem Programm, das gefährdete Jugendliche mit professionellen Musikern und Dichtern zusammenbringt.

## Bücher
- Storming Heaven: LSD and the American Dream. Grove Press 1998, ISBN 0-8021-3587-0
- (mit Mickey Hart & Fredric Lieberman) Drumming at the Edge of Magic. Harper San Francisco 1990, ISBN 1-888358-18-1
  - Die magische Trommel: Eine Reise zu den Quellen des Rhythmus (Aus dem Amerikanischen übersetzt von Gabriele Gockel ...) Goldmann, München 1991, ISBN 3-442-30564-0 Online
- (mit Mickey Hart & Fredric Lieberman) Planet Drum: A Celebration of Percussion and Rhythm. Harper San Francisco 1998, ISBN 1-888358-20-3

## Diskographie
- Dance House von Jay Stevens und Derek Young (2012)[6]
- Orphic Revival von Jay Karl Stevens und The Raven (2013)[7]